# Renia lasiopoda
Renia lasiopoda là một loài bướm đêm trong họ Noctuidae.